# Rigidoporus dextrinoideus
Rigidoporus dextrinoideus är en svampart som beskrevs av I. Johans. & Ryvarden 1979. Rigidoporus dextrinoideus ingår i släktet Rigidoporus och familjen Meripilaceae.   Inga underarter finns listade i Catalogue of Life.